# История Чечни

Карта Чечни

История Чечни относится к истории чеченцев и территории Чечни с древности до Новейшего времени.

## В древности
На территории Чечни обнаружены места стоянок древнего человека.

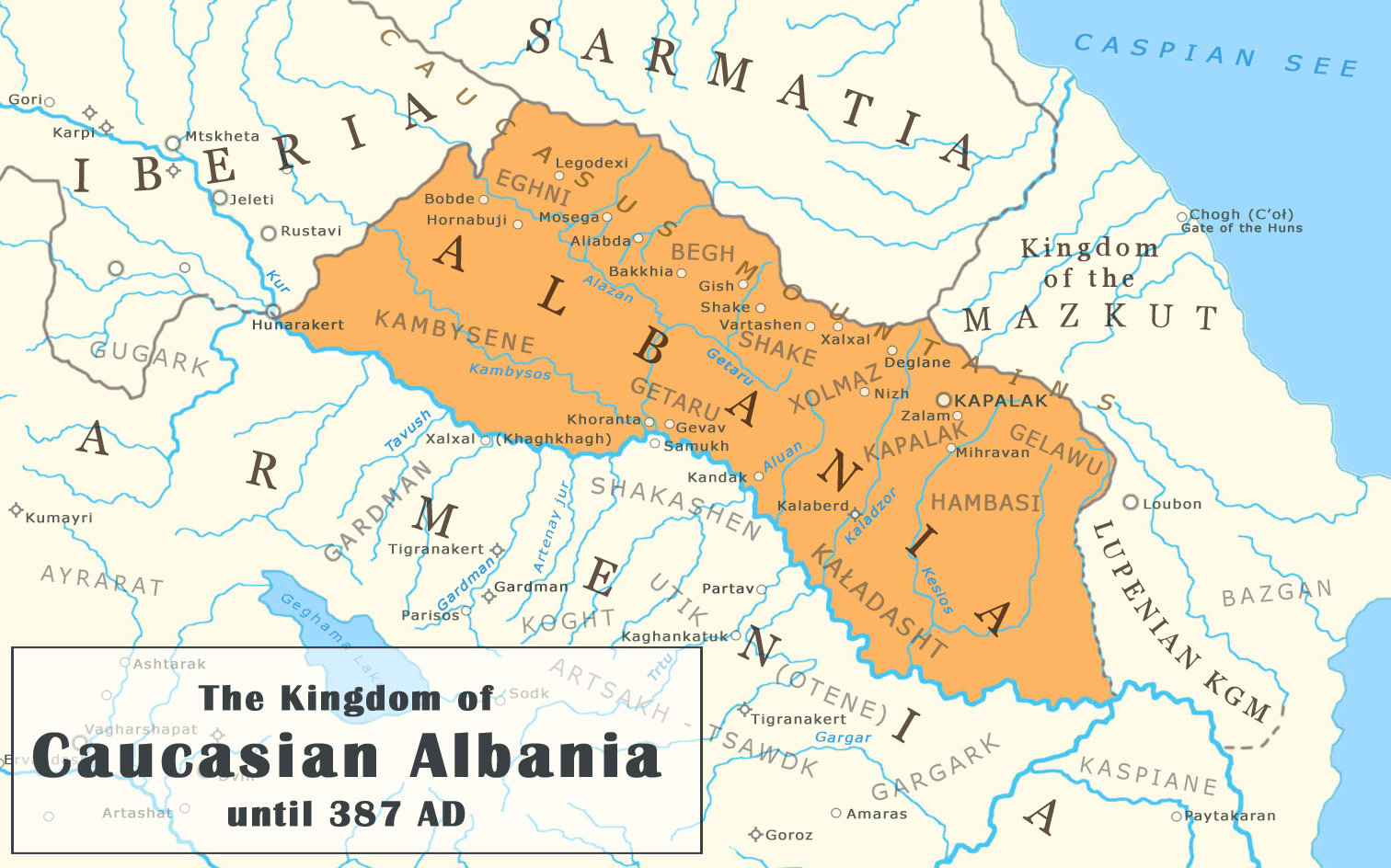
Сарматия на месте Чечни на картах античного Кавказа

Кремневые орудия эпохи верхнего палеолита обнаружены у сёл Балансу, Ведено и Ца-Ведено. Здесь выявлены также местонахождения и отдельные артефакты эпохи мезолита и неолита. Стационарных раскопок пока проведено мало, однако, очевидно, что люди населяли территорию Чечни в древне-каменном веке. Энеолит представлен поселениями Курчалой, Бамут, Бачи-Юрт и курганами на равнине.
Несколько погребений эпохи поздней бронзы и раннего железа найдены у села Зандак в Ножай-Юртовском районе. В районе села Сержень-Юрт обнаружено многослойное поселение на террасе реки Хулхулау. В Сержень-юртовском поселении был выявлен слой эпохи бронзы и раннего железа с материалами, соотносимыми как с майкопской культурой, так и куро-аракской культурой, что было впервые зафиксировано на территории Кавказа. у сёл Балансу, Ведено, Ца-Ведено. В районе села Гаттын-Кала в 1956 году СКАО изучено Гатын-Калинское поселение (III—II тысячелетия до н. э.), в поселении был обнаружен сгоревший жилой комплекс в виде турлучной постройки почти квадратной формы, датированный археологами ориентировочно серединой или второй половиной II тыс. до н. э. Двухкамерная турлучная постройка имела прямоугольный план и плоскую крышу.
В бронзовом веке на территории Чечни были Майкопская культура и Куро-Араксская. На смену им пришла Северокавказская культура. В степях к северу от реки Терек есть памятники Ямной культуры и Катакомбной культуры.
Поздняя бронза представлена Каякентско-Харачоевской и Кобанской культурами. Люди, жившие в этот период имели контакты со скифами и савроматами в период железного века. Затем началась сарматская культура.
Могильник «Братские 1-е курганы» (162 погребальных комплекса III—IV веков) является некрополем Братского 1-го городища, датируемого ранним этапом аланской культуры.

## Первые упоминания
Наиболее ранним упоминанием чеченского этнонима принято относить к VII в. н. э. в «Ашхарацуйц». Также сами чеченцы или местность населённая ими упоминаются в источниках XIII в. — «страна Нахчу», XIV в. — «народ Нахче».
В иранских источниках XIII века чеченцы упоминаются под названием сасаны. Историк Хизриев связывает данный этноним с «сасут», трижды упоминаемым в «Тайной истории монголов», и с «сецен», о которых пишет Клапрот. Наименование сасаны позднее в форме чеченцы вошло в российские источники.

## Территория Чечни в эпоху Средневековья

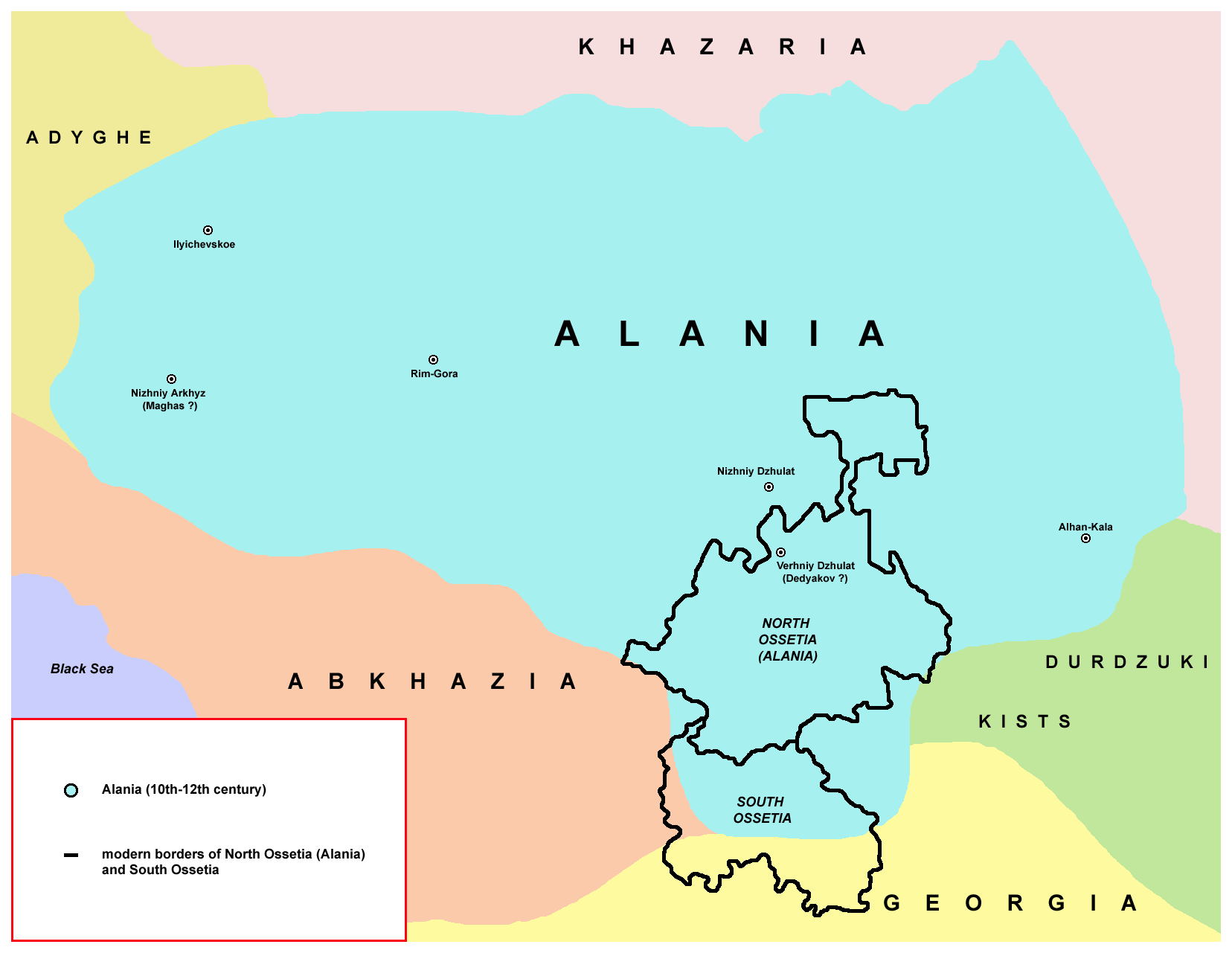
Дзурдзуки (Durdzuki) на юго-восточной окраине средневековой Алании, в состав которой входила Алхан-Кала (ныне Грозненский район)

В эпоху Средневековья чеченцы были известны как дурдзуки. Так, советский историк-кавказовед А. Ф. Гольдштейн в своей работе указывает: «… в грузинских анналах появляются упоминания о дзурдзуках и глигвах (чеченцах и ингушах)».
С IX в. равнинная часть современной территории Чечни входила в состав Аланского царства. В горах и на равнине обитали прямые предки чеченцев — нахчий (нохчий).
В XIII веке в результате нашествия монголов Северная и Средняя Чечня вошла в состав Золотой Орды. Чеченцы начали переселяться в горную часть края, начав строительство башенных построек. 
В XIV веке берега Терека стали ареной ожесточенной борьбы между золотоордынским ханом Тохтамышем и среднеазитским правителем Тамерланом. Существует версия, что предки чеченцев могли быть частью разгромленного в то время феодального владения Симсир.
С XVI века часть чеченцев начала постепенно возвращаться из горных районов на «плоскость» — на Чеченскую равнину, в долину Терека, на берега Сунжи и Аргуна. Как писал знаток чеченской истории и культуры А. А. Саламов, «Страшная земельная теснота, голод толкали чечено-ингушские племена из горных круч и теснин к тучным плоскостным землям. За многовековую историю они не раз выходили к притеречным просторам и вынуждены были снова укрываться в горы под давлением более сильного противника». Переселяясь на равнинные земли, чеченцы первоначально образовывали небольшие компактные сёла из отдельных более или менее известных одноимённых тайповых (родовых) обществ, причём некоторые сёла на равнине сохранили за собой названия тех тайпов, родоначальники которых являлись основателями тех или иных сёл в горах.
К этому же времени относится начало экспансии Русского государства на Северном Кавказе, в Западном Прикаспии, последовавшей за разгромом Астраханского ханства.

## Начало расширения Российской Империи на Северный Кавказ
Одно из ранних сражений чеченцев с российскими войсками и шамхалом тарковским упоминается в документе 1615 г.
На протяжении XVII — начала XVIII вв. Кавказ становится объектом устремлений и соперничества шахского Ирана и Оттоманской империи, с одной стороны, и России, с другой. В середине XVII века сефевидский Иран, поделив с Оттоманской империей сферы влияния в Закавказье, попытался с помощью ширванских и дагестанских союзников вытеснить Россию из Западного Прикаспия и утвердить свою политическую гегемонию на Северном Кавказе от Дербента вплоть до реки Сунжи. Турция в причерноморской (западной) части Северного Кавказа действовала через своего вассала — Крымское ханство. В XVII веке между Крымским ханством и чеченцами случилось побоище, которое закончились разгромом 80-тысячных полчищ крымских татар.. Вынашивая одновременно планы захвата Северо-Восточного Кавказа, Турция усиленно засылала сюда своих эмиссаров, главной задачей которых являлось привлечение на сторону Турции феодальных верхов Дагестана, Кабарды, Чечни, Ингушетии, Азербайджана. Аннексионистские намерения Турции особенно усилились после подписания невыгодного для России Прутского мира (1711 год), по условиям которого Россия была вынуждена возвратить Турции Азов и больше не держать своего флота на Азовском море.
Злоупотребления царских воевод, находившихся в Терском городе привели в 1708 году к восстанию чеченцев под предводительством Мурата Кучукова. Оно было подавлено российскими войсками.
Пётр I считал, что Северный Кавказ сыграет большую роль в усилении военного могущества России и в развитии торговли на Ближнем Востоке. Экономические, политические и культурные связи народов Северного Кавказа с Россией начали расширяться после того, как Пётр I побывал здесь во время Персидского похода в 1722 году и установил личные контакты со многими местными владетелями и князьями. В 1722 году в 20 км от устья реки Сулак русскими властями была заложена новая крепость — Святого Креста, ставшая новым экономическим и административным центром на Северном Кавказе и в Прикаспии. В 1735 году она была упразднена, и в том же году был основан город Кизляр.
В начале XVIII века в русских источниках за чеченцами закрепляется это название — по имени селения Чечен-аул, образовавшегося, по всей вероятности, в результате переселения части чеченцев с гор на «плоскость», на реку Аргун. Первые походы, вписываясь в общую стратегию начавшегося активного продвижения Российского государства на Кавказ, не преследовали, однако, цели присоединения Чечни к России: речь шла лишь о поддержании «спокойствия» на Тереке, ставшем к этому времени естественным южным рубежом империи. Главным поводом к военным походам служили постоянные набеги чеченцев на казачьи «городки» на Тереке. К этому периоду в глазах русской власти чеченцы снискали репутацию опасных разбойников, соседство с которыми доставляло постоянное беспокойство государственным рубежам.
С 1721 по 1783 год карательные экспедиции русских войск в Чечню для усмирения «буйных» племён становятся систематическими — в наказание за набеги, а также за выход из повиновения так называемым чеченским владельцам — кабардинским и кумыкским князьям, от которых номинально зависели некоторые чеченские общества и которые пользовались российским покровительством. 
Про отношение кумыкских князей и чеченцев генерал Ермолов отмечает следующее: "земли кумыкских андреевских, аксаевских и костековских князей были «во множестве» населены чеченцами. Кумыкские князья «совершенно были в их зависимости, и на собственной земле своей не иначе могли жить с некоторою безопасностью, как сделавши с ними связи, или входя в родство. Ни один из князей кумыкских не смел выезжать, не будучи сопровождаем чеченцем»
В походах, помимо регулярных войск, участвуют казаки, а также дружины, сформированные из «покорных» народов — калмыков, кабардинцев, ногайцев. Экспедиции сопровождаются сожжением «буйных» аулов и приведением их жителей в лице родовых старейшин к присяге на подданство России. Из наиболее влиятельных семей берутся заложники — аманаты, которые содержатся в русских крепостях. Жестокость войск порождала у местного населения ответную ненависть и желание мести, так что через какое-то время ситуация повторялась..
Значительные выступления горцев были отмечены в 1707—1708, в 1722 году, в 1732 году, в 1757—1758 годы, в 1760 году, в 1770—1774 годах, в 1783 году.
В 1708 году чеченцы, ногайцы, кумыки и русские беглые казаки взяли штурмом Терскую крепость. Это восстание возглавлял башкир Мурат Султан. Российские войска подавили это восстание, Мурат Султан был взят раненым в плен, подвергался пыткам и казнен.
В 1732 году под Чечен-аулом собрались до 10 тысяч вооружённых горцев под предводительством другого чеченского князя, Айдемира, ими был убит чеченский князь Казбулат и разгромлен российский отряд полковника Коха.
В 1757 году из Чечен-аула стали рассылаться «возмутительные письма», призывающие горцев вооружиться для борьбы с наступлением русских на горские земли. Поводом к восстанию послужило также недовольство равнинных чеченцев междоусобицами горских князей. В ответ на это в 1758 году российский генерал Фрауендорф отправился в Чечню с войсками в числе 5—6 тыс. человек. 22 апреля российские силы после короткого штурма заняли ущелье Ханкала, но затем, не достигнув практически никакого успеха, Фрауендорф был вынужден вернуться в Кизляр, открыто признав, что восставшие «в покорение не пришли».
Начиная со второй половины XVIII века Российская империя предпринимает новые шаги для укрепления своих позиций на Северном Кавказе и покорения северокавказских народов. Начало было положено военной колонизацией — насильственным переселением волжских и донских казаков на реках Кубань и Терек. Русское командование строило казацкие станицы и поселения на равнинных землях, а в предгорьях сооружало военные крепости. С основанием крепости Моздок (1763 год) русское командование приступило к созданию левого фланга Кавказской укреплённой линии, стали закладываться новые крепости: Екатериноградская (на р. Малке), Павловская (на р. Куре), Марьинская (на р. Золке), Георгиевская (на р. Подкумке) и Александровская (на р. Томузловке). В 1769 году по указу Екатерины II на Терек были переведены волжские казаки, расселившиеся между крепостью Моздок и гребенскими городками, в станицах Галюгаевской, Наурской, Ищорской, Мекенской и Калиновской. Таким образом Терская линия была значительно усилена.
В 80-е годы XVIII века в Чечне на фоне взаимной враждебности и религиозного отчуждения возникло «шариатское движение», которое быстро приобрело антирусскую и антиколониальную окраску, впервые продемонстрировав на Кавказе эффективность лозунга газавата — войны за веру.
В 1785 году пастух Ушурма из чеченского селения Алды провозгласил себя имамом и принял имя Мансур, проповедуя среди соплеменников возвращение к «чистому», «истинному», аскетическому исламу, искоренение враждебных исламу горских обычаев (адатов) и замену их законами шариата, а также объявление газавата («богоугодной войны») против соблюдающих адаты, затем — против «неверных» (иноверцев-горцев) и, наконец, против русских. За короткое время Мансур добился широкого признания в народе в качестве имама, шейха и даже пророка, приобрёл множество сторонников не только в Чечне, но и в сопредельных Кабарде и Нагорном Дагестане. В самой Чечне резко возросло число мечетей, количество мулл и шариатских судей (кадиев). Русские власти, пытаясь подавить ширящееся религиозно-политическое выступление в зародыше, направили в Алды против Ушурмы небольшой отряд под командованием полковника Пиери. Поход окончился неудачей: 6 июля 1785 года, наткнувшись в лесу на чеченскую засаду, отряд был полностью уничтожен; погиб и сам Пиери. Последовавшая карательная экспедиция, в ходе которой селение Алды было сожжено, всколыхнула всю Чечню. Сторонники шейха Мансура предприняли ряд наступательных действий против укреплений и станиц Кавказской линии. В результате гарнизоны, занимавшие укрепления от Моздока до Владикавказа, оказались неспособными защитить дорогу в Грузию от нападений и грабежей со стороны чеченцев. Вследствие этого в 1786 году только что возведённые укрепления (Потемкина, Григориполь, Владикавказ) были оставлены, и гарнизоны их были выведены на линию. Начавшись в Чечне, восстание к 1787 году получило особенно сильный размах среди адыгов Северо-Западного Кавказа, за Кубанью. Турция, вступившая в этом году в войну с Россией, официально присвоила Мансуру титул имама и стремилась, действуя под флагом защиты ислама, координировать свои военные усилия с горскими повстанцами. Борьба со сторонниками шейха Мансура и пришедшими к ним на помощь османскими войсками потребовала больших усилий и стоила России многих жертв. Несколько удачных походов, а главное — победа 30 сентября 1790 года генерала Германа над турецко-горским отрядом турецкого паши Батал-бея на берегу Кубани сломили силы шейха Мансура, и он с последними отрядами укрылся в крепости Анапа. 22 июня 1791 года, во время штурма и взятия российскими войсками Анапы, шейх Мансур был ранен, захвачен в плен и умер в ссылке в Соловецком монастыре. В самой же Чечне установилось относительное затишье, прерываемое периодическими карательными экспедициями.

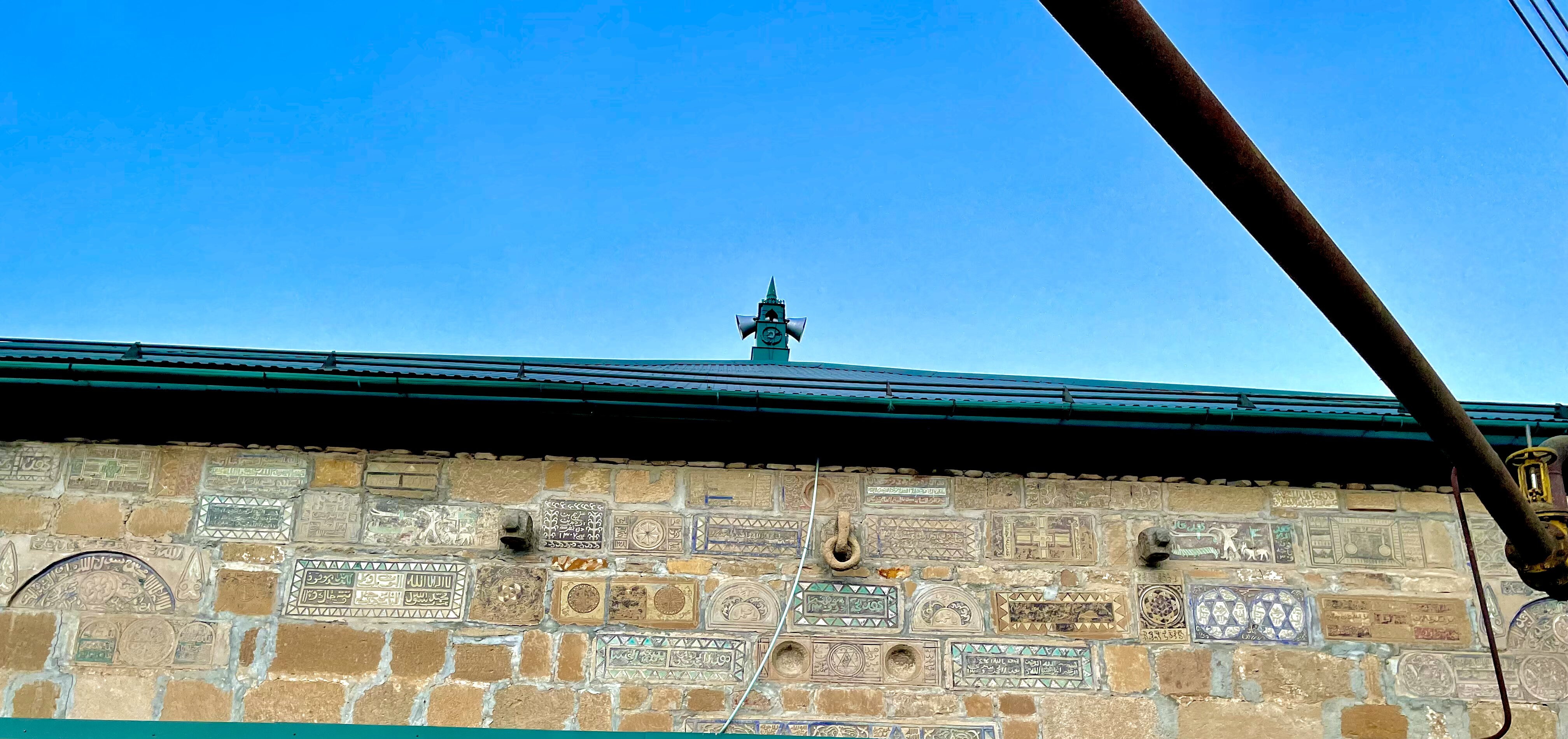
Бачи-юрт. Куфические надписи и знаки на мечети. Северная сторона

## Хозяйственная жизнь чеченцев в XVIII — начале XIX веков

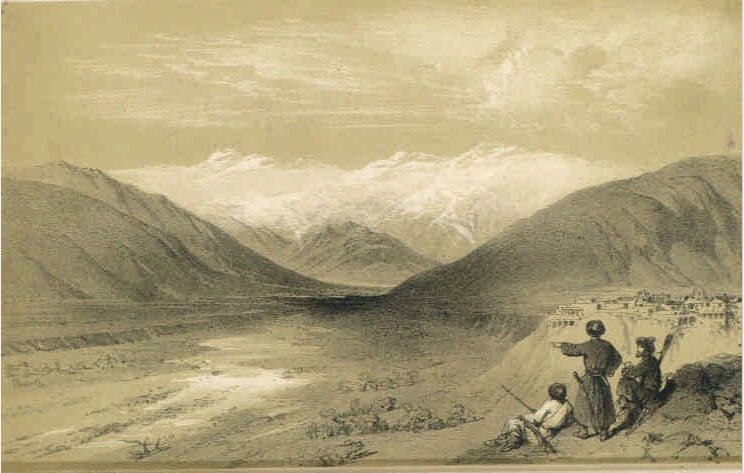
Аргунское ущелье. Рисунок И. Василенко, период создания 1855—1859 года.

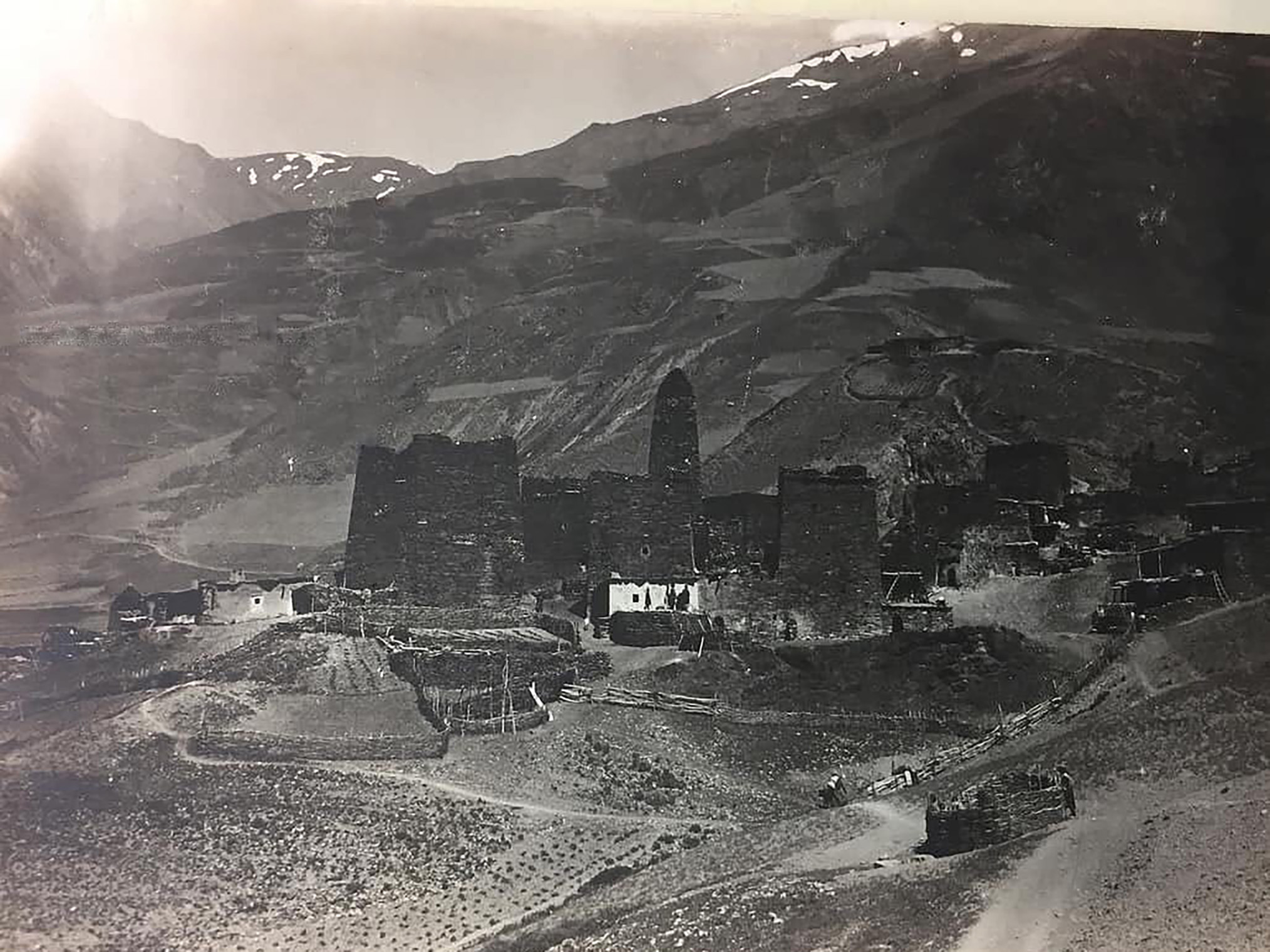
Селение Терта Малхиста (1913)

С древнейших времён одним из основных занятий чеченцев являлось земледелие. Чеченцы освобождали территории от леса и камней и проводили каналы для орошения. Для горных районов Чечни характерно было ведение террасного земледелия. Чеченцы жившие на равнине и в горах, в большинстве своём занимались экстенсивным земледелием. В горных районах землю приходилось вручную добавлять на террасы.
Орошение широко применялось не только в горах, но и на равнине. В горах, как правило, террасы орошались с помощью подводимых к ним арыков..
В XIX веке основной отраслью хозяйства стало хлебопашество. Равнинная Чечня в конце XVIII — начале XIX века становится поставщиком хлеба не только для горных обществ Северо-Восточного Кавказа, но и вывозит его за границу. Хлебопашество распространялось всё далее на север и расширялось за счёт свободных земель по левому берегу реки Терек и в его низовьях. О развитии зернового хозяйства в чеченских сёлах говорит, в частности, наличие многочисленных водяных и ручных мельниц. Русские крепости и военные форпосты, составившие Кавказскую укреплённую линию, стали местом сбыта сельскохозяйственных продуктов, различных изделий местного производства, что также создавало благоприятные условия для расширения посевных площадей и увеличения ассортимента и количества выращиваемых культур. Между горными и равнинными жителями происходит более чёткое разделение труда. Так, чеченцы, живущие в горах, получая хлеб от равнинных жителей, могли заниматься в основном скотоводством.
В равнинной Чечне в основном возделывались пшеница и просо, а в горах — ячмень, овёс и пшеница. Для высокогорной зоны наиболее характерно было возделывание ячменя; для горной — яровой пшеницы и ячменя; для предгорной с прилегающими равнинами — кукурузы, а для зоны сухой степи — проса. Просо у чеченцев в XVIII — начале XIX вв., как и у многих народов Северного Кавказа, являлось наиболее распространённой полеводческой культурой, дававшей высокие и устойчивые урожаи. Что касается кукурузы, которая в XVIII веке стала культивироваться почти всеми равнинными чеченцами, то в начале XIX века она становится самой распространённой культурой, проникнув даже в горные районы. Кроме того, горцы сеяли у себя стручковый горох, фасоль, коноплю и табак, а также выращивали огурцы.
Вторым по значению занятием после земледелия было скотоводство, при этом преобладало разведение крупного рогатого скота. Скот являлся рабочей силой для обработки пахотной земли, перевозки грузов и людей и давал удобрение для полей. Основным видом рабочего скота у горцев были волы. Кроме того, содержали буйволов, особенно на равнине. Скот в горных районах был местной породы — малорослый и малопродуктивный, что объяснялось суровыми климатическими условиями, бедностью покосов, нехваткой сена в зимнее время в горах и отсутствием правильной селекции. Зато горный скот был неприхотлив к кормам и прекрасно приживался к местным условиям. Несмотря на то, что местные коровы давали мало молока, оно отличалось высокой жирностью. Из молока получали масло и сыр. Большое значение имела кожа крупного рогатого скота, из которой изготавливались обувь и конская сбруя. Рога домашних животных использовали для изготовления рукояток ножей, кинжалов, шашек и других костяных поделок. Скот также служил мерилом стоимости и основной платёжной единицей при торговых сделках, уплате калыма, штрафе за кровь, увечье, бесчестье и т. д.
В горной и равнинной зонах развитие скотоводства шло неравномерно. Так, например, в горах преобладал не крупный, а мелкий рогатый скот. Быков содержали столько, сколько требовалось для полевых работ, и оценивались они высоко. С переселением на плоскость горцы начали использовать для развития скотоводства равнинные территории по рекам Сунжа и Терек вплоть до самого Кизляра. Равнинные пастбища использовали и живущие в горах чеченцы — в летние месяцы скот выпасался в горах, а на остальное время его перегоняли на равнины. Отгонная система хозяйства позволяла эффективнее использовать кормовые ресурсы и климатические условия природных зон — степной, предгорной и горной. Степи Предкавказья представляли собой ценные пастбища в весенний, осенний и даже зимний период, так как в малоснежные тёплые зимы скот мог добывать себе подножный корм до декабря включительно. Горные пастбища зачастую принадлежали богатым скотовладельцам, живущим на равнине, которые в горах устраивали специальные пастбища для скота — кутаны. Для зимовки скота горцы-скотоводы, как правило, заготавливали сено в горах, что было сопряжено с большими трудностями и опасностями.
Несмотря на то, что скотоводство у жителей горной Чечни в этот период носило преобладающий характер, широкого развития оно не получило из-за ограниченных площадей для покосов и пастбищ. Для улучшения породности скота чеченцы приобретали коров, быков и овец у соседних северокавказских народов, а также у терских и гребенских казаков.
Наряду со скотоводством одной из самых древних, продуктивных и развитых отраслей хозяйства чеченцев являлось овцеводство.  В условиях Чечни овцеводством занимались как жители предгорных, равнинных, так и горных, высокогорных районов. Овец чеченцы обменивали у равнинных горцев и даже у соседних народов на хлопчатобумажные ткани, полотно, ситец, медную и железную посуду, хозяйственные инструменты, соль, зерно и т. д. Наибольшее распространение в этот период получили черкесская и калмыцкая породы овец. Заимствуя у русских поселенцев, а также у терских и гребенских казаков, чеченцы разводили также овец тонкорунной породы и менее ценные степные породы овец. Кроме того, как в горах, так и на равнине чеченцы разводили также много коз.
Также были распространены садоводство, пчеловодство, рыболовство, табаководство, охота, горный промысел и пр.

## Кавказская война

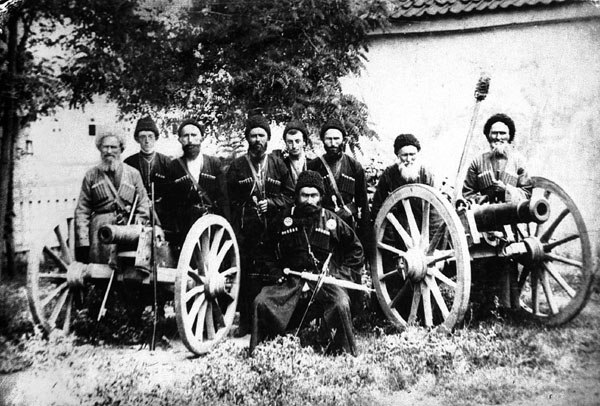
Чеченцы-артиллеристы в период Кавказской войны

К концу XVIII — началу XIX веков установились договорно-подданнические отношения между российскими властями и большинством равнинных чеченцев. С жителями горных районов таких отношений не было. Горцы совершали периодические набеги на Кавказскую линию. В официальной и историко-этнографической сфере сложилось деление чеченцев на «мирных» (с которыми договорно-подданнические отношения сложились) и «немирных» (с которыми таких отношений не было). На русских рынках чеченцы продавали сельскохозяйственную продукцию и продукцию домашних промыслов, приобретали русскую мануфактуру и железо.
В 1801 году Россия присоединила Грузию. Это радикально изменило ситуацию на Кавказе. Российские власти больше не нуждались в союзах с местными феодалами и политическими образованиями. Был взят курс на установление прямого российского правления и полное лишение горских феодалов политической самостоятельности. Чечня, Кабарда и Дагестан оказались зажаты между Кавказской линией и Грузией.

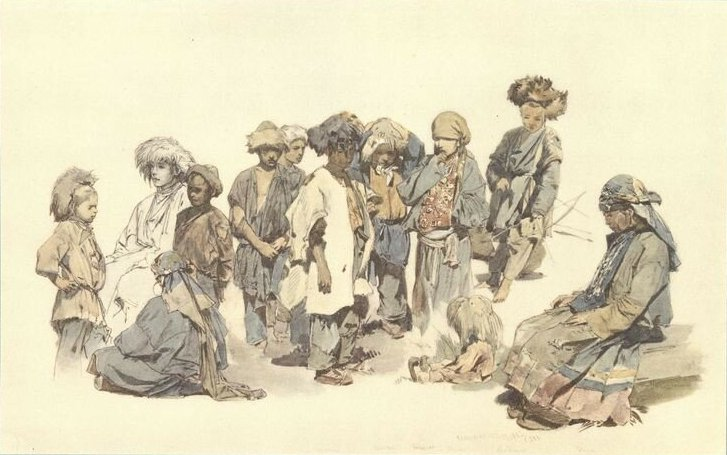
Чеченские дети, 1858 год. Худ. Т. Горшельт

В 1807 году генерал Булгаков с трудом выдержал ожесточённое сражение с горцами в ущелье Ханкала. Склонить чеченские аулы к переговорам российским властям удалось с помощью уступок и денежных подарков чеченским старшинам.
Во время Кавказской войны генерал Алексей Петрович Ермолов приказал начать строительство укреплений Сунженской линии, что и было сделано в 1817—1822 годах. Таким образом возникла крупная русская община на территории современной Чечни. Но в ответ на политику Ермолова чеченцы в 1821 году подняли восстание.

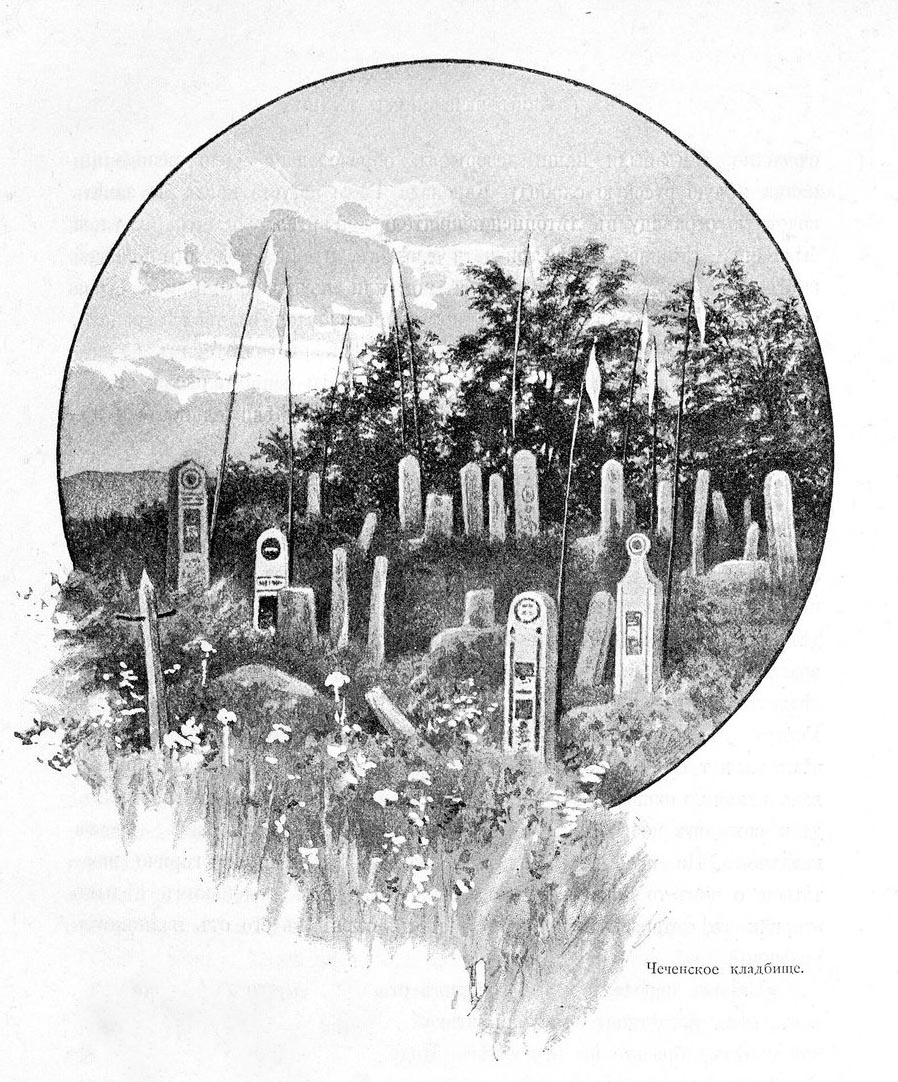
Чеченское кладбище. XIX век.

К 1840 году на территории Чечни и Дагестана возник имамат Шамиля, первоначально ведший успешную войну с Россией, но к 1859 году потерпевший поражение.

## Чечня в составе России
После поражения Шамиля вся Чечня была присоединена к России, и на её территории в 1860 году была создана Терская область. На территории современной Чечни были образованы: Аргунский округ (Шатой), Ичкеринский округ (Ведено) и, собственно, Чеченский округ (Грозный). Численность населения Чечни значительно уменьшилась вследствие Кавказской войны и переселения чеченцев в Османскую империю.
После окончания войны произошёл ряд восстаний чеченцев. В 1860 году вооружённое восстание вспыхнуло в горной Чечне, где земельный голод был особенно острым. Оно было жестоко подавлено, ряд аулов был сожжён.
Зимой 1864 года несколько тысяч мюридов-зикристов собрались под Шалинским укреплением, требуя освободить шейха Кунта-Хаджи, арестованного российскими властями. Получив отказ, они атаковали лишь с кинжалами и шашками, побросав как ненужное огнестрельное оружие. Российские войска разогнали их залпами винтовок и картечью.
В связи с русско-турецкой войной в 1877 году в Чечне и Дагестане произошло крупное восстание, которое также было жестоко подавлено.
В 60—70-е годы XIX в. в Чечне были созданы первые светские школы для чеченских детей. В 1896 году было открыто Грозненское городское училище.
В 1893 году была построена Владикавказская железная дорога, которая связала Грозный с центром России.. В том же году в Чечне была пробурена первая нефтяная скважина (Старогрозненское газонефтяное месторождение). Появилось Товарищества грозненского нефтяного производства И. А. Ахвердов и Ко.
К концу XIX века вопросы о владении землёй стал крайне актуальными для населения Терской области. Терские казаки, имея широкие степные и предгорные посевные площади, часто сдавали их в аренду чеченским крестьянам, но практически не продавали их в постоянное хозяйство.
В 1911 году в Тифлисе был издан подготовленный Таштемиром Эльдархановым первый чеченский букварь.
В годы Первой мировой войны из чеченцев был создан Чеченский конный полк, который принимал участие в Брусиловском прорыве.

## Терское и гребенское казачество
После разгрома Астраханского ханства казаки начали селиться на правобережье Терека «на гребнях», то есть на восточных и северных склонах Терского хребта, у впадения реки Аргун в Сунжу, откуда и пошло их название — гребенские казаки. Гребенцы заселяли преимущественно бассейн среднего течения Терека и Сунжи. В XVI веке сюда же переселились донские казаки с реки Калитвы.
Ко второй половине XVI века относятся первые письменные свидетельства русских властей о контактах с чеченцами. В 1570-е годы один из крупнейших чеченских владетелей князь Ших-мурза Окоцкий (Аккинский) установил связи с Москвой, в Москву прибыло первое чеченское посольство, ходатайствовавшее о принятии чеченцев под российское покровительство, и Фёдор I Иоаннович издал соответствующую грамоту. В письме к российскому царю Ших Окоцкий сообщает о том, что взял 7 городов. Однако уже в 1610 году, после его убийства и свержения его наследника Батая, Окоцкое княжество было захвачено кумыкскими князьями.
С конца XVI века на Северный Кавказ двинулось значительное число казаков-переселенцев с Дона, Волги, Хопра. Они составили низовое, собственно «терское» казачество, которое сформировалось позднее гребенского (в XVI—XVIII вв.) при активном участии выходцев из соседних народов. Многие православные осетины и черкесы, бежавшие от османского и персидского гнёта грузины и армяне принимались в казачество и, обрусев, окончательно сливались с ним. Эта многонациональная по своему происхождению общность и составила основу Терского казачьего войска, официальной датой образования которого считается 1577 год.
Гребенские казаки первыми непосредственно столкнулись с набегами соседей-горцев, предпринимавшимися с целью захвата скота и другой добычи, а также пленных, которых либо превращали в рабов, либо возвращали за выкуп. Это приводило к неизбежным стычкам, в ходе которых казаки совершали ответные опустошительные нападения на чеченские аулы. Несмотря на это, в XVI—XVII веках отношения между казаками и чеченцами носили характер относительно мирного сосуществования: между ними развивались торговые связи, завязывались куначеские и даже родственные отношения. Казаки заимствовали у чеченцев и других горских народов элементы одежды и вооружения; в свою очередь, чеченцы перенимали у казаков некоторые элементы хозяйственного уклада. Чеченцы выступали в походы вместе с кабардинцами и терскими казаками против Крымского ханства, Османской империи и Персии.

## Чечня после падения монархии в России
После победы Февральской революции 1917 года в Грозном был создан Гражданский комитет, а на следующий день в городе был образован Грозненский совет рабочих, солдатских и казачьих депутатов. 27 марта в Грозном прошёл Чеченский съезд, на котором был избран Чеченский национальный совет.
Летом чеченские отряды стали систематически совершать нападения на участок Владикавказской железной дороги Грозный — Хасавюрт, а в сентябре после вывода из Грозного регулярных частей российской армии чеченские банды начали нападать на нефтепромыслы и поджигать их. Они также совершали систематические и разорительные набеги на немецкие колонии, русские экономии, хутора, сёла, слободы Хасавюртовского и смежных с ним округов. 29 и 30 декабря были до основания разорены и сожжены станицы Кахановская и Ильинская.
Осенью 1917 года в Грозном завязалось настоящее сражение между частями вернувшегося с фронта Чеченского конного полка Кавказской туземной дивизии и терскими казаками, которое переросло в погром чеченцев Грозного. В ответ был образован Чеченский национальный комитет во главе с шейхом Дени Арсановым. Грозный превратился в осаждённую крепость, добыча на нефтепромыслах полностью прекратилась.
В декабре 1917 года чеченские части Кавказской туземной дивизии захватили Грозный. В январе 1918 года отряды Красной гвардии из Владикавказа установили контроль над Грозным и власть в городе перешла в руки Военно-революционного комитета. В марте 1918 года Съезд чеченского народа в селе Гойты избрал Гойтинский народный совет (председатель Т. Эльдарханов), заявивший о поддержке Советской власти. В мае 1918 года в Грозном прошёл III съезд народов Терека.

## Чечня в годы Гражданской войны

А. Шерипов один из руководителей борьбы за Советскую власть на Северном Кавказе

К середине 1918 года в ходе столкновений горских народов с войсками Добровольческой армии генерала Деникина началось объединение горцев вокруг аварского шейха Узун-Хаджи. Узун-Хаджи с небольшим отрядом занял аул Ведено, закрепился в нём и объявил войну Деникину. 11 августа 1918 года войска терских белоказаков численностью до 12 тыс. человек под командованием Л. Бичерахова предприняли попытку захватить Грозный. Гарнизон города отбил атаку, но после этого началась осада Грозного. Для обороны большевики собрали отряд численностью до 3 тысяч человек, состоявший из солдат гарнизона города, горцев окрестных аулов и беднейшего казачества, руководство над которыми принял командующий городским гарнизоном Н. Ф. Гикало. При участии Г. К. Орджоникидзе и М. К. Левандовского были созданы отряды красных казаков общей численностью 7 тысяч человек под командованием А. З. Дьякова, которые с октября начали наносить удары по белоказачьим войскам с тыла. 12 ноября одновременным ударом осаждённых из города и красных казаков под командованием Дьякова сопротивление белоказаков было сломлено и осада Грозного снята. Советская власть, нуждаясь в поддержке горских народов против Добровольческой армии Деникина и союзных ей казаков, «вознаградила» чеченцев, отдав им часть Терско-Сунженского междуречья. Сторонниками Советской власти из числа чеченцев была создана Чеченская Красная армия во главе с Асланбеком Шериповым, которая принимала активное участие в боевых действиях на стороне РККА, обеспечивала охрану тылов грозненского пролетариата во время Стодневных боёв и снабжала его боеприпасами и продовольствием.
В феврале 1919 году в Грозный вошли войска Кавказской добровольческой армии генерала П. Врангеля. Правителем Чечни стал Эрисхан Алиев. В том же месяце по железной дороге в Грозный прибыл эшелон британских войск из Порт-Петровска. В марте 1919 года в Грозном приступил к работе Терский Большой казачий Круг. В начале марта 1919 года белые потребовали от чеченцев выдать всех красноармейцев, укрывающихся в чеченских сёлах. Эти требования встретили решительный отказ со стороны чеченцев. Тогда белые решили принудить горцев к выполнению своих требований силой. Они предприняли карательный рейд в село Гойты, что привело к Гойтинскому сражению, которое окончилось победой чеченцев.
В сентябре 1919 года Узун-Хаджи объявил о создании Северо-Кавказского эмирата. В сентябре 1919 года Грозный атаковал союзные Эмирату отряды Чеченской Красной армии под командованием Асланбека Шерипова. В бою у села Воздвиженское А. Шерипов был убит, но в октябре 1919 года повстанческая «Армия свободы» заняла Грозный. Части Красной армии вступили в Грозный в марте 1920 года.
Узун-Хаджи умер и было объявлено о роспуске его правительства. Установлению советской власти в Чечне способствовал шейх Али Митаев, который совмещал союз с большевиками и мусульманскую веру.

## Советская Чечня

### Чечня до 1936 года

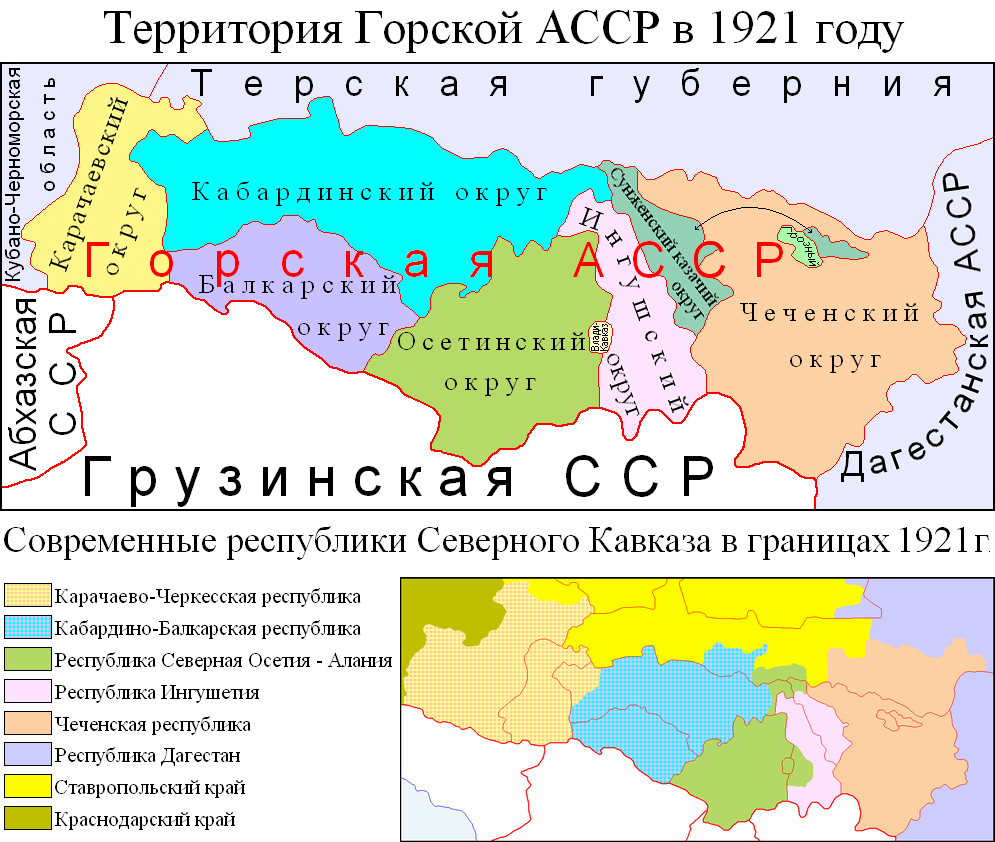
Карта Горской АССР

В ноябре 1920 года Съезд народов Терской области провозгласил создание Горской АССР со столицей во Владикавказе в составе шести административных округов, одним из которых был Чеченский национальный округ. Был образован также Сунженский казачий округ в составе Горской АССР. Главой советской Чечни стал Таштемир Эльдарханов.
В сентябре 1920 года в горных районах Чечни и Дагестана началось антисоветское восстание, которое возглавил Нажмудин Гоцинский и внук имама Шамиля — Саид-бей. Повстанцы в течение нескольких недель смогли установить контроль над многими районами. Советским войскам удалось очистить Чечню от повстанцев лишь в марте 1921 года.

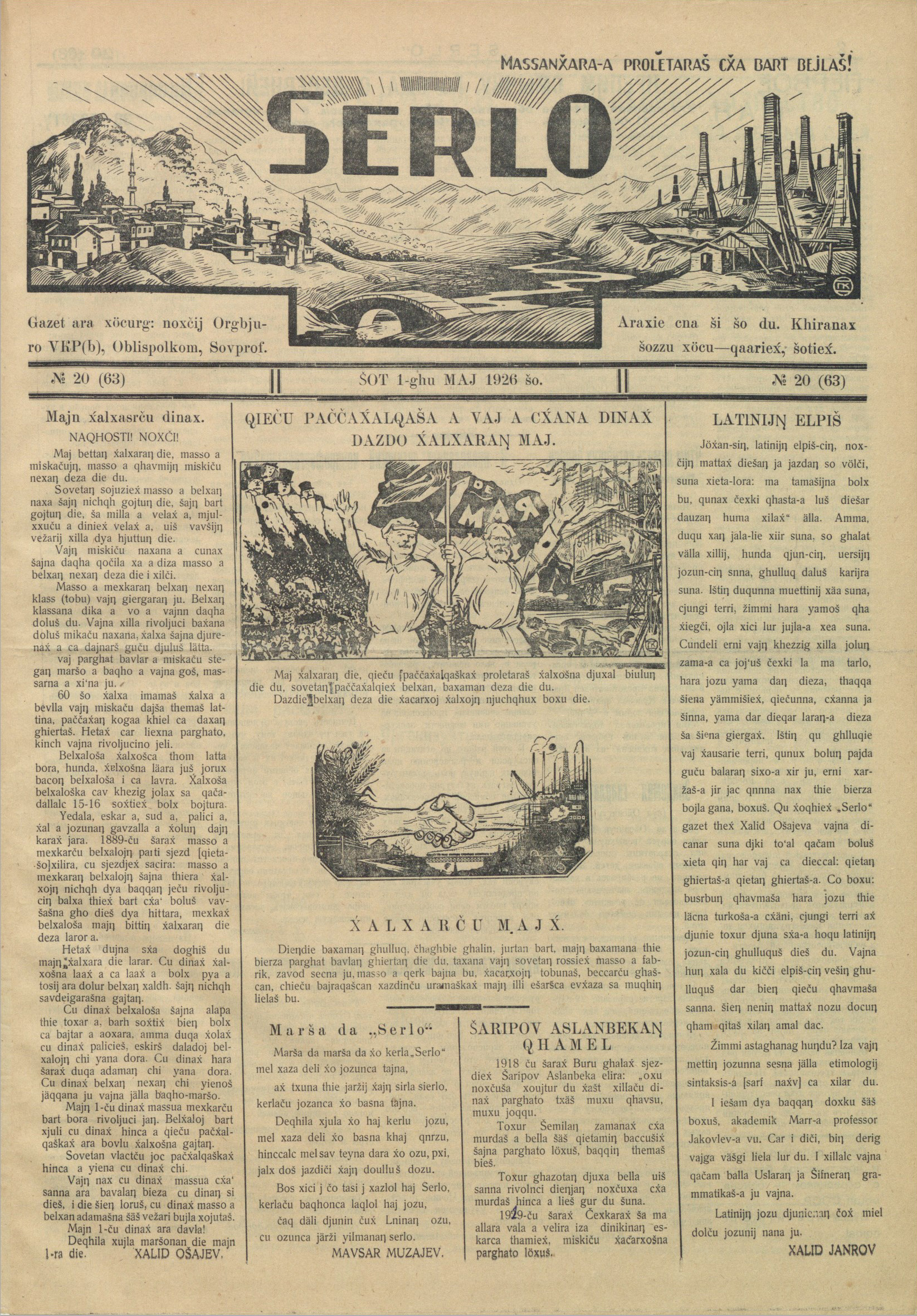
Газета «Серло» («Свет») 1926 года на чеченском языке с использованием латинской графики

30 ноября 1922 года Чеченский национальный округ был преобразован в Чеченскую автономную область. В начале 1929 года к Чеченской АО были присоединены Сунженский казачий округ и город Грозный, ранее имевший особый статус.
Крайне неспокойным оставалась ситуация в Чечне и после гражданской войны, особенно в её горных районах. При поддержке части населения продолжал активно действовать ряд «бандгрупп» (по советской терминологии), ведущих вооружённую борьбу против советской власти. По мнению ряда историков, в 1924—1925 годах это сопротивление вылилось в восстание против советской власти. В связи с чем в 1925 году была проведена чекистко-войсковая операция по разоружению Чечни с применением артиллерии и авиации, операцией руководил И. П. Уборевич. Крупным успехом чекистов стал разгром отряда крупнейшего исламского идеолога Чечни Нажмудина Гоцинского и его арест в начале сентября 1925 года. Всего же за время операции было арестовано 309 бандитов (из них 105 расстреляно), изъято у них и у населения 25 299 винтовок, 1 пулемёт, 4319 револьверов, до 75 тысяч патронов, другое военное имущество. Пулемётно-артиллерийскому обстрелу был подвергнут 101 населённый пункт, 16 — ударам авиации. Убито при оказании сопротивления 12 боевиков, при обстреле населённых пунктов погибло 6 и ранено 30 мирных жителей. Части РККА и органы ОГПУ потеряли 5 человек убитыми и 9 ранеными. После окончания операции в результате усиленной оперативной работы ОГПУ до конца 1925 года добровольно явилось с повинной 565 боевиков, которые сдали ещё 447 винтовок, 27 револьверов, 4 пулемета и даже 1 артиллерийское орудие. На некоторое время обстановка в горной Чечне стала спокойной.

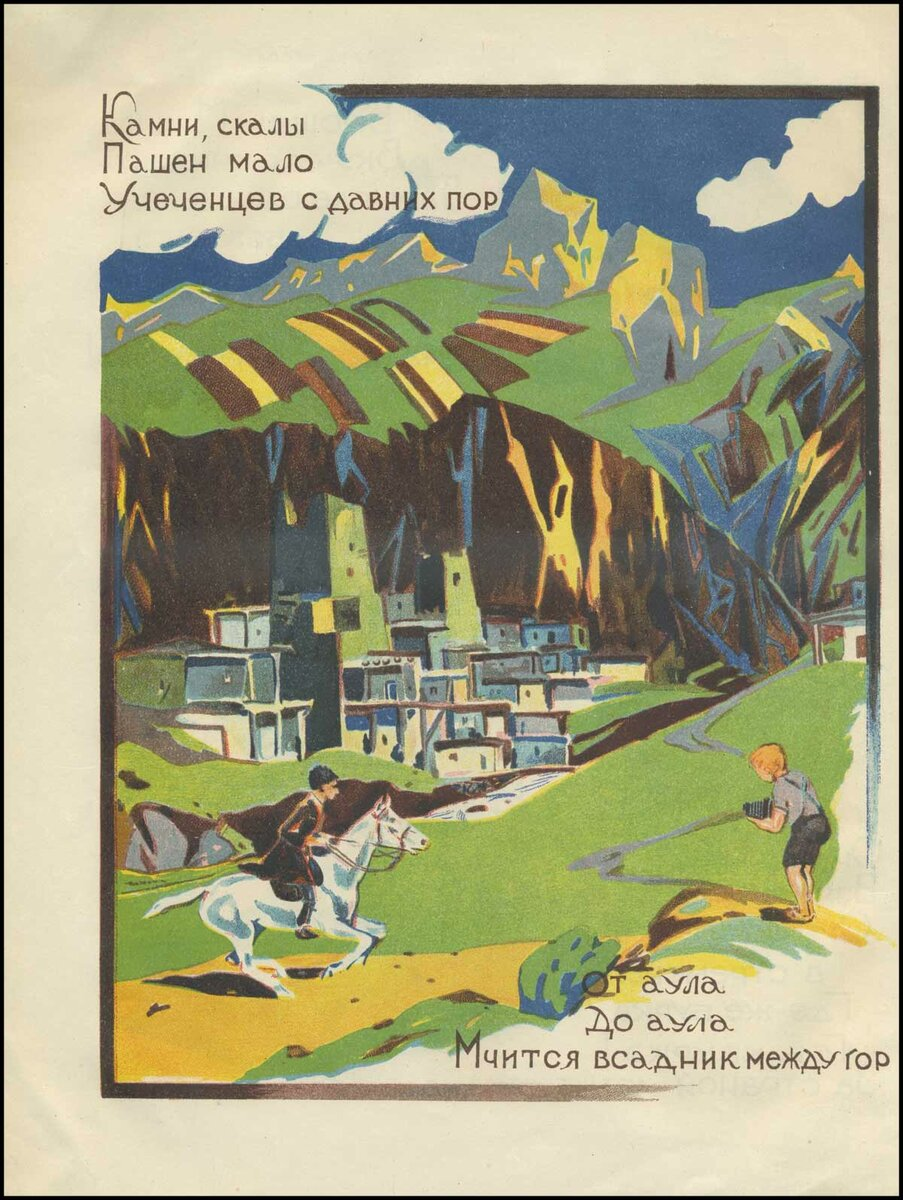
Иллюстарция из книги, рисунок Леонарда Янчевского, 1927

После начала коллективизацией в Чечне в 1929 году резко обострилось сопротивление властям, в том числе с применением оружия. В связи с чем в декабре 1929 года была проведена новая чекистско-войсковая операция (она проводилась не только в Чечне, но и в Карачае). Руководил ею командующий Северо-Кавказским военным округом И. П. Белов, численность войск составила почти 2000 человек при 11 орудиях и 7 самолётах. В ходе операции арестовано до 450 «бандитов», убито и ранено до 60. Изъято огнестрельного оружия 1052 единицы, охотничьего оружия 4844 единицы, большое количество холодного оружия. Потери РККА и ОГПУ — 24 убитых, 34 раненых.
К успокоению ситуации в регионе эта операция не привела, в связи с чем было решено срочно провести ещё одну в марте 1930 года. Задействовано почти 4 тысячи военнослужащих при 16 орудиях. В ходе операции погибли 5 и ранены 20 военнослужащих.
В начале 1932 года в связи с коллективизацией в Чечне вспыхнуло масштабное восстание, в котором на этот раз приняла участие и значительная часть русского населения надтеречных казачьих станиц. Оно было подавлено в марте 1932 года, при этом целые аулы были депортированы за пределы Северного Кавказа.
15 января 1934 года Чеченская автономная область была объединена с Ингушской автономной областью в Чечено-Ингушскую автономную область. В органах власти ЧИ АССР преобладали русские из-за существования крупных городов с преобладающим русским населением (города Грозный, Гудермес и др.).

### Чечено-Ингушская АССР
5 декабря 1936 года область была преобразована в Автономную Советскую Социалистическую республику. В январе 1940 года в Чечне началось новое вооружённое антисоветское восстание под руководством Хасана Исраилова. Реальная численность банды Исраилова, включая внедрённых в её состав агентов НКВД, никогда не превышала 14 человек.

#### Великая Отечественная война
В конце августа 1942 года войска вермахта (группа армий «А») вышли на рубеж Прохладный, Моздок, Ищёрская, намереваясь прорвать советскую оборону и развить наступление по Алханчуртской долине в сторону Грозного, Махачкалы и Баку. Немцы имели превосходство в артиллерии в шесть раз, в танках — в четыре раза.

## Депортация в 1944 году
В 1944 году коренное население ЧИ АССР было выселено, республика была упразднена. Некоторые районы бывшей ЧИ АССР включены в состав соседних республик, образована отдельная Грозненская область.

## После 1957 года
В 1957 году произошло Восстановление Чечено-Ингушской АССР. Однако возвращение чеченцев из мест депортации инициировало Массовые беспорядки в Грозном.
После восстановления республики шло активное строительство промышленности. В частности за 1960-1980 годы промышленно-производственные основные фонды нефтедобывающей промышленности увеличились более чем в 3 раза.  За тот же период осуществлены широкие мероприятия по ускоренному развитию производства предметов потребления. Если несколько десятилетий назад экономика республика считалась нефтяной и нефтеперерабатывающей, то после воссоздания республики к ее промышленному потенциалу добавились ещё  ряд отраслей (нефтехимическая, нефтяное машиностроение, приборостроение и др.).    
Также развивалась и культурная жизнь республики, в 1976 году в Чечне появился Цирк. В некоторых районах были созданы музеи.  В 1980 году открыт Чеченский государственный педагогический университет. 
C 1975 года заработал Грозненский троллейбус. 
В 1989 году первым секретарем чечено-ингушского обкома КПСС был избран Доку Завгаев.

## Чеченская Республика

### «Чеченская революция»
Летом 1990 года группа видных представителей чеченской интеллигенции выступила с инициативой проведения Чеченского национального съезда для обсуждения проблем возрождения национальной культуры, языка, традиций, исторической памяти. 23—25 ноября в Грозном прошёл Чеченский национальный съезд, который избрал Исполнительный комитет во главе с председателем генерал-майором Джохаром Дудаевым. 27 ноября Верховный Совет Чечено-Ингушской АССР под давлением исполкома ЧНС и массовых акций принял Декларацию о государственном суверенитете Чечено-Ингушской Республики. 8-9 июня 1991 года прошла 2-я сессия Первого Чеченского национального съезда, которая объявила себя Общенациональным конгрессом чеченского народа (ОКЧН). Сессия провозгласила Чеченскую Республику (Нохчи-чо) и приняла решение о низложении Верховного Совета ЧИАССР, провозгласив временным органом власти Исполком ОКЧН во главе с Д. Дудаевым.
Августовский путч стал катализатором политической обстановки в республике. 19 августа по инициативе Вайнахской демократической партии на центральной площади Грозного начался митинг в поддержку российского руководства, но после 21 августа он стал проходить под лозунгами отставки Верховного Совета вместе с его председателем за «пособничество путчистам [ГКЧП]» (чего не нашло подтверждения в расследовании комиссии Госдумы во главе со С. Говорухиным), а также перевыборов парламента. 1-2 сентября 3-я сессия ОКЧН объявила Верховный Совет Чечено-Ингушской Республики низложенным и передала всю власть на чеченской части республики Исполкому ОКЧН. 4 сентября произошёл захват грозненского телецентра и Дома радио. Председатель исполкома ОКЧН Джохар Дудаев зачитал обращение, в котором назвал руководство республики «преступниками, взяточниками, казнокрадами» и объявил, что «с 5 сентября до проведения демократических выборов власть в республике переходит в руки исполкома и других общедемократических организаций». В ответ Верховный Совет объявил с 00 часов 5 сентября до 10 сентября чрезвычайное положение в Грозном, но через шесть часов Президиум Верховного Совета отменил чрезвычайное положение. 6 сентября председатель Верховного Совета Чечено-Ингушской АССР Доку Завгаев ушёл в отставку, а и. о. председателя стал председатель Верховного Совета РСФСР Руслан Хасбулатов. Спустя несколько дней 15 сентября состоялась последняя сессия Верховного Совета Чечено-Ингушской Республики, на которой было принято решение о самороспуске. В качестве переходного органа был образован Временный высший совет (ВВС), состоящий из 32 депутатов, председателем которого стал заместитель председателя Исполкома ОКЧН Хусейн Ахмадов. ОКЧН создал Национальную гвардию во главе с лидером партии «Исламский путь» Бесланом Кантемировым.
К началу октября между сторонниками Исполкома ОКЧН во главе с Ахмадовым и его противниками во главе с Ю. Черновым возник конфликт. 5 октября семеро из девяти членов ВВС приняли решение о смещении Ахмадова, но в тот же день Национальная гвардия захватила здание Дома профсоюзов, в котором заседал ВВС, и здание республиканского КГБ. Затем они арестовали прокурора республики Александра Пушкина. На следующий день Исполком ОКЧН «за подрывную и провокационную деятельность» объявил о роспуске ВВС, возложив на себя функции «революционного комитета на переходный период со всей полнотой власти». Президиум Верховного Совета РСФСР потребовал от дудаевцев сдать оружие к полуночи 9 октября. Однако Исполком ОКЧН назвал это требование «провокацией международного масштаба, направленной на увековечение колониального господства» и объявил газават, призвав к оружию всех чеченцев с 15 до 55 лет.

### Дудаевский режим
27 октября 1991 года в чеченской части Чечено-Ингушетии прошли президентские и парламентские выборы. Победу на президентских выборах одержал Джохар Дудаев, набравший 90,1 % голосов. Уже 1 ноября был издан указ Дудаева «Об объявлении суверенитета Чеченской республики», а 2 ноября Съездом народных депутатов РСФСР эти выборы были признаны незаконными. 7 ноября президент РСФСР Борис Ельцин подписал указ о введении чрезвычайного положения на территории Чечено-Ингушетии. 10 ноября исполком ОКЧН призвал порвать отношения с Россией и превратить Москву в «зону бедствия», а на следующий день сессия Верховного Совета РСФСР отказалась утвердить Указ о введении чрезвычайного положения. Лидеры оппозиционных партий и движений заявили о своей поддержке президента Дудаева и его правительства как защитника суверенитета Чечни. Временный Высший Совет Чечено-Ингушетии прекратил своё существование.
С ноября на территории Чечни начался захват сторонниками Дудаева военных городков, вооружения и имущества Вооружённых Сил СССР и внутренних войск МВД СССР, а 27 ноября генерал Дудаев издал указ о национализации вооружения и техники воинских частей, находящихся на территории самопровозглашенной республики. В годы его правления в Чечне происходило вытеснение русских, которое приняло характер этнической чистки..
2 марта 1992 года Парламент Чечни принял Конституцию республики, согласно которой Чечня провозглашалась «суверенным демократическим правовым государством, созданным в результате самоопределения чеченского народа». Между тем в этот период вновь сформировалась оппозиция администрации Дудаева. Наиболее радикальные представители антидудаевской оппозиции создали Координационный комитет по восстановлению конституционного строя в Чечено-Ингушской Республике. Утром 21 марта вооружённые оппозиционеры численностью до 150 человек захватили телецентр и радиоцентр и выступили по чеченскому радио с призывом к свержению правительства и парламента Чечни. К вечеру того же дня гвардейцы освободили радиоцентр и подавили попытку мятежа. Участники мятежа укрылись в Надтеречном районе фактически распавшейся Чечено-Ингушетии, власти которого с осени 1991 года не признавали режим Дудаева и не подчинялись властям Чечни. 7 июня из Чечни было выведено единственное находившееся там подразделение российской армии — грозненский гарнизон.
К февралю 1993 года в Чечне возник конституционный кризис между исполнительной и законодательной властью. 15 апреля на Театральной площади в Грозном сначала под экономическими, а затем и под политическими лозунгами начался митинг оппозиции, требующей отставки президента и правительства и проведения новых парламентских выборов. Воспользовавшись этим 17 апреля Дудаев издал указы о роспуске Парламента, Конституционного суда, Грозненского городского собрания, ввёл в республике президентское правление и комендантский час, расформировал МВД. В тот же день свой митинг начали сторонники президента. 4 июня вооружённые сторонники Дудаева под командованием Шамиля Басаева захватили здание Грозненского городского собрания, где проходили заседания Парламента и Конституционного суда ЧР, разогнав Парламент, Конституционный суд и Грозненское городское собрание.

### Столкновения с оппозицией.
14 января 1994 года Чеченская Республика (Нохчи-чо) была переименована в Чеченскую Республику Ичкерия (ЧРИ). В том же месяце формирования Комитета национального спасения (КНС) предприняли попытку атаковать позиции правительственных войск близ Грозного, но 9 февраля её главу Ибрагима Сулейменова захватили сотрудники ДГБ, после чего его группировка распалась. Летом вооружённую борьбу с режимом Дудаева возглавил Временный совет Чеченской Республики (ВСЧР) во главе с главой администрации Надтеречного района Умаром Автурхановым, возникший в декабре 1993 года. В июле-августе оппозиционная группа бывшего мэра Грозного Бислана Гантамирова установила контроль над Урус-Мартаном и основной территорией Урус-Мартановского района, а группа бывшего начальника охраны Дудаева Руслана Лабазанова — над Аргуном. 12-13 июня в Грозном произошли вооружённые столкновения между правительственными войсками и группировкой Руслана Лабазанова. 2 августа глава ВСЧР Умар Автурханов заявил, что совет отстраняет от власти Джохара Дудаева и берёт на себя «всю полноту власти в Чеченской Республике». 11 августа Дудаев подписал указ о введении в Чечне военного положения и объявлении мобилизации.
Осенью формирования Временного Совета, созданные при содействии российских силовых структур, развернули боевые действия против режима Дудаева. 1 сентября правительственные войска (дудаевцы) атаковали окраину Урус-Мартана, 5 сентября они разгромили в Аргуне отряд Руслана Лабазанова, а 17 сентября окружили селение Толстой-Юрт. 27 сентября правительственные войска неудачно атаковали оппозицию в Надтеречном районе, и одновременно отряды оппозиции совершили со стороны Урус-Мартана налёт на пригород Грозного Черноречье. 13 октября дудаевцы атаковали базу отрядов оппозиции в районе села Гехи. 15 октября оппозиционные войска вошли в Грозный с двух сторон и, не встретив сопротивления, установили контроль над несколькими районами столицы, оказавшись «в 400—500 метрах» от комплекса правительственных зданий. Однако вскоре они покинули Грозный, вернувшись на свои позиции в 40 км от города. В свою очередь Дудаев заявил, что в город вошли «подразделения специального назначения российской армии» с бронетехникой и артиллерией, но правительственным войскам удалось их «остановить, окружить и обезвредить». Утром 19 октября правительственные войска при поддержке бронетехники и артиллерии начали наступление на Урус-Мартановский район и атаковали райцентр Урус-Мартан, где располагалась штаб-квартира командующего объединёнными вооружёнными силами оппозиции Бислана Гантамирова, а также выдвинулись в направлении селения Толстой-Юрт.
Между тем Временный совет Чеченской Республики приступил к подготовке своего последнего наступления на Грозный. 23 ноября было сформировано Правительство национального возрождения (ПНВ) во главе с бывшим министром нефтехимической промышленности СССР и лидером движения «Даймохк» Саламбеком Хаджиевым. 26 ноября антидудаевская оппозиция, ведомая российскими военными, пошла на штурм Грозного, войдя в столицу с северной и северо-восточной окраин города. Дудаевцы отбили штурм, захватив в плен несколько российских военнослужащих. После провала попытки свержения Джохара Дудаева силами чеченской оппозиции правительство России приняло решение о вводе в Чечню регулярной армии. 29 ноября Совет Безопасности России принял решение о военной операции в Чечне, а на следующий день Борис Ельцин подписал секретный Указ № 2137с «О мероприятиях по восстановлению конституционной законности и правопорядка на территории Чеченской Республики».

### Первая чеченская война

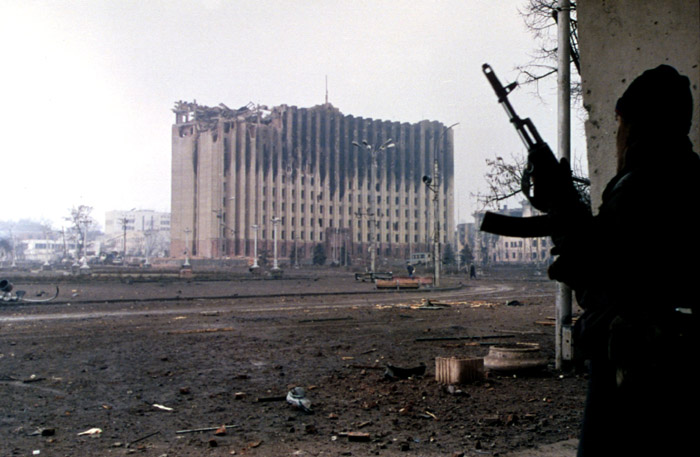
Бои вокруг здания бывшего республиканского комитета Компартии («Президентского дворца») в Грозном, январь 1995 года

Утром 1 декабря российская авиация нанесла удар по аэродромам Калиновская и Ханкала, а затем — по аэродрому Грозный-Северный, уничтожив всю авиацию Чечни. 11 декабря Борис Ельцин подписал Указ № 2169 «О мерах по обеспечению законности, правопорядка и общественной безопасности на территории Чеченской Республики». В этот же день подразделения Объединённой группировки войск (ОГВ), состоявшие из частей Министерства обороны и Внутренних войск МВД вступили с запада (из Северной Осетии через Ингушетию), северо-запада (из Моздокского района Северной Осетии) и востока (с территории Дагестана) на территорию Чечни. К концу декабря бои развернулись на подступах к Грозному. 20 декабря моздокская группировка заняла посёлок Долинский и блокировала чеченскую столицу с северо-запада, а кизлярская группировка в этот же период захватила переправу в районе станицы Петропавловская и, заняв её, блокировала Грозный с северо-востока. В ночь на 23 декабря подразделения, входившие в данную группировку, обошли город с востока и заняли столичный посёлок — Ханкалу. 31 декабря российская армия начала штурм Грозного. В городе завязались тяжёлые уличные бои. 19 января федеральные войска взяли Президентский дворец, после чего основные силы дудаевцев отошли в южные районы Чечни. Наконец, 6 марта 1995 года батальон Шамиля Басаева отступил из пригорода столицы Черноречья — последней территории Грозного, удерживавшийся чеченскими боевиками. После взятия Грозного боевые действия перекинулись в равнинную часть Западной и Восточной Чечни. 30 марта был занят Гудермес, а следующим днём — Шали.
К концу апреля российская армия заняла почти всю равнинную территорию Чечни, после чего федеральные войска приступили к подготовке «горной войны». Российская сторона объявила о приостановке с 28 апреля по 11 мая боевых действий. 12 мая федеральные силы начали широкое наступление в предгорных районах, на веденском, шатойском и агиштынском направлениях. 3 июня были заняты Ведено и господствующие высоты вокруг Ножай-Юрта, а 12 июня под контроль федеральных войск перешли райцентры Шатой и Ножай-Юрт. Однако по мере продвижения федеральных войск на юг чеченские боевики перебросили часть сил на равнину. Кроме того, резко увеличилось количество террористических операций, направленных против федеральных солдат и чеченских лидеров, лояльно относящихся к России. Наиболее крупными из них стали захват 14 июня чеченскими боевиками больницы в Будённовске в Ставропольском крае и атака 9 января 1996 года отряда боевиков на дагестанский город Кизляр, сопровождавшийся захватом заложников.
После захвата Грозного на территории Чечни стали действовать республиканские органы власти, признанные российским руководством: Временный Совет и Правительство национального возрождения. Летом прошёл ряд российско-чеченских переговоров. 24 октября председателем Правительства национального возрождения стал бывший председатель Верховного Совета Чечено-Ингушской Республики Доку Завгаев. 16-17 декабря в Чечне прошли выборы Главы Чеченской Республики, на которых победил Завгаев, набравший 96,4 % голосов. 6 марта 1996 года боевики атаковали Грозный, захватив часть города. После трёхдневных боев отряды боевиков оставили город, захватив с собой запасы продовольствия, медикаментов и боеприпасов. 21 апреля Джохар Дудаев был убит ракетным ударом с двух российских штурмовиков Су-25 после того, как российские спецслужбы запеленговали сигнал от его спутникового телефона. На следующий день Государственный совет обороны ЧРИ объявил и. о. президента Зелимхана Яндарбиева. Несмотря на некоторые успехи российских Вооружённых Сил, война стала принимать затяжной характер. 27 мая в Москве состоялась встреча между Борисом Ельциным и Зелимханом Яндарбиевым, по итогам которой была подписана Договорённость о прекращении огня, боевых действий и мерах по урегулированию вооружённого конфликта на территории Чечни. 10 июня в Назрани в ходе очередного раунда переговоров было достигнуто соглашение о выводе российских войск с территории Чечни (за исключением двух бригад), разоружении отрядов сепаратистов, проведении свободных демократических выборов. Уже 1 июля чеченская сторона заявила, что российское командование не соблюдает условий перемирия, поскольку она не ликвидировала блокпосты, что было предусмотрены Назрановскими договорённостями. Спустя несколько дней чеченская сторона пригрозила выйти из переговорного процесса. 8 июля генерал В. Тихомиров потребовал от Яндарбиева «пояснений по всем фактам» и возврата к 18:00 всех пленных, находящихся у чеченской стороны, а на следующий день российская армия возобновила военные действия. 6 августа чеченские боевики атаковали Грозный. Российский гарнизон под командованием генерала Пуликовского, несмотря на значительное превосходство в живой силе и технике, не смог удержать город. Вместе с этим 6 августа боевики взяли под свой контроль города Аргун и Гудермес. 31 августа начальник Главного штаба Вооружённых сил ЧРИ Аслан Масхадов и секретарь Совета Безопасности России Александр Лебедь был вынужден подписать в Хасавюрте соглашения о перемирии, завершившие Первую чеченскую войну. Итогом договорённости стал вывод федеральных войск из Чечни, а вопрос о статусе республики был отложен до 31 декабря 2001 года.

### Межвоенный кризис в Чечне
После гибели Джохара Дудаева в Чечне стало усиливаться влияние исламских экстремистов, идея создания независимой национальной республики сменилась на построение исламского государства на Северном Кавказе. Сторонники ваххабизма стали стремительно завоёвывать позиции в республике, чему способствовала политика и. о. президента ЧРИ Зелимхана Яндарбиева. По всей Чечне начали действовать шариатские суды, была создана шариатская гвардия. На территории республики были созданы лагеря для обучения боевиков — молодых людей из мусульманских регионов России. Криминальные структуры безнаказанно делали бизнес на массовых похищениях людей, захвате заложников, хищениях нефти из нефтепроводов и нефтяных скважин, терактах и нападениях на соседние российские регионы.
27 января 1997 года в Чечне состоялись президентские выборы, победу на которых одержал Аслан Масхадов, получивший 59,1 % голосов избирателей. В условиях обострения противоречий между полевыми командирами, закрепившими за собой различные территории, и центральной властью, Масхадов предпринимает попытки добиться компромисса путём включения в состав правительства наиболее признанных лидеров оппозиции. В январе 1998 года полевой командир Шамиль Басаев был назначен и. о. председателя Кабинета министров. Другие же полевые командиры пошли на открытую конфронтацию с президентом. 20 июня полевой командир Салман Радуев выступил по местному телевидению, призвав чеченцев к активным действиям против руководства республики. На следующий день его сторонники предприняли попытку захватить телевидение и мэрию, но подошедшие правительственные спецподразделения вступили в боестолкновение с ними, в результате чего погибли директор национальной службы безопасности Лечи Хултыгов и начальник штаба радуевского отряда Ваха Джафаров. 24 июня Масхадов ввёл в Чечне чрезвычайное положение. 13 июля в Гудермесе между бойцами исламского полка спецназначения полевого командира Арби Бараева и батальона национальной гвардии Сулима Ямадаева произошло столкновение, а 15 июля вооружённая группировка Бараева атаковала казармы Гудермесского батальона национальной гвардии. 20 июля президент Масхадов своим указом объявил о расформировании Шариатской гвардии и Исламского полка.
23 сентября Шамиль Басаев и Салман Радуев потребовали отставки президента, обвинив его в узурпации власти, нарушении Конституции и законов шариата, а также в пророссийском внешнеполитическом курсе. В ответ Масхадов отправил в отставку правительство Шамиля Басаева. В результате противостояния президент потерял контроль над большей частью территории за пределами Грозного. 3 февраля 1999 года Масхадов объявил о введении в Чечне «шариатского правления в полном объёме». Парламент был лишён законодательных прав, а высшим законодательным органом стала Шура — исламский совет. В ответ на это Басаев объявил о создании «оппозиционной Шуры», которую сам и возглавил. Пока шло противостояние между сторонниками курса Аслана Масхадова («умеренными») и «радикалами» (оппозиционной Шурой во главе с Шамилем Басаевым), на чечено-дагестанской границе обострялась обстановка. Лидер дагестанских ваххабитов Багауддин Кебедов, получивший убежище в Чечне, при материальной поддержке чеченских полевых командиров создал и вооружил автономные боевые формирования. В июне-августе произошли первые столкновения между проникшими в Дагестан боевиками и дагестанской милицией, а 7 августа объединённая чечено-дагестанская группировка ваххабитов под командованием Шамиля Басаева и арабского наёмника Хаттаба со стороны Чечни вторглась на территорию Дагестана. 15 августа Масхадов ввёл в Чечне чрезвычайное положение, а на следующий день на митинге в Грозном обвинил в дестабилизации положения в Дагестане руководство России.

### Вторая чеченская война
Более месяца шли бои федеральных сил с вторгшимися боевиками, закончившиеся тем, что боевики были вынуждены отступить с территории Дагестана обратно в Чечню. Учитывая неспособность Масхадова контролировать ситуацию в Чечне, российским руководством было принято решение о проведении военной операции по уничтожению боевиков на территории Чечни. 18 сентября усиленные подразделения российской армии блокировали российско-чеченскую границу со стороны Дагестана, Ставропольского края, Северной Осетии и Ингушетии. Российская авиация стала наносить многочисленные ракетно-бомбовые удары по военным лагерям и укреплениям боевиков на территории республики.
30 сентября бронетанковые подразделения российской армии со стороны Ставропольского края и Дагестана вошли на территорию Наурского и Шелковского районов Чечни. 5 октября Масхадов ввёл в Чечне военное положение. В начале ноября российские войска установили полный контроль над Терским хребтом в Чечне, а 11 ноября заняли Гудермес. К декабрю федеральные силы контролировали всю равнинную часть территории Чеченской Республики. 14 декабря российские войска начали блокировать Грозный и заняли его восточное предместье — Ханкалу, а 26 декабря федеральные войска осадили город. При штурме Грозного пришлось прорывать три кольца обороны, но 6 февраля 2000 года город был взят. После падения столицы крупная группировка чеченских боевиков отступила в Шатойский район Чечни, где 9 февраля была блокирована федеральными войсками. 22 февраля российская армия пошла на штурм села Шатой — последнюю крупную базу вооруженных сил ЧРИ и 29 февраля взяла его. Двум крупным соединениям боевиков удалось вырваться из окружения: группа Руслана Гелаева прорвалась на северо-западном направлении в село Комсомольское (Урус-Мартановский район), а группа Хаттаба — на северо-восточном направлении через Улус-Керт (Шатойский район).

## Население Чечни в XX — начале XXI века
В начале XX века в Чечне проживало около 300 тыс. человек, значительная доля из которых были чеченцы. В период депортации до возвращения коренного населения в 1957 году Чечня лишилась значительной части населения (прямые людские потери 30,4% из числа чеченцев).  Если по данным 1959 года в ЧИАССР было 348 343 русских и 243 974 чеченца, то к моменту следующей переписи в 1970 году русских было всего 366 959 человек, а количество чеченцев уже составляло 508 898 человек. Многие русские покидали ЧИ АССР и переезжали в другие регионы СССР (большая часть в Прибалтику).
К 1979 году русского населения насчитывалось 336 044 чел., а чеченцев — уже 611 405, то есть почти в два раза больше.
По данным всесоюзной переписи 1989 года, на территории Чечено-Ингушской АССР проживало 1 270 429 человек, из них чеченцев — 734 501, русских — 293 771, ингушей — 163 762, армян — 14 824, татар — 14 824, украинцев — 12 637, осетин — 1302 и т. д..
В Грозном проживало 397 тыс. человек, при этом доля только русских в этническом составе по данным Всесоюзной переписи населения 1989 г. составляла 210 тыс. человек.

С началом второй Чеченской войны республику покинули 350 тыс. человек. Часть из них вернулась, однако около 150 тыс. человек на 2002 год оставалась вне территории Чечни. Всего за период с 1989 по 2002 год более 200 тыс. русских, 125 тысяч чеченцев и ингушей и 50-75 % жителей Кавказа: — грузин, азербайджанцев, осетин и татар покинули Чечню.. Но, по мнению журналиста Александра Черкасова, несмотря на всю тяжесть ситуации, до второй чеченской войны русскоязычное население массово не покидало республику: 
Ослабление властных структур вообще и правоохранительных органов в частности в 1991—1994 годах ускорило отток из Чечни русскоязычных жителей, но и в первую чеченскую войну Грозный оставался наполовину русским городом. В 1996—1999 годах практический распад государственности и даже сращивание власти в Чечне с откровенно криминальными структурами с одной стороны, а с другой — игнорирование центральной властью ситуации с правами человека в регионе привело к исходу из республики большей части невайнахского населения. Только начавшаяся в 1999 году вторая чеченская война практически завершила процесс вытеснения нечеченского населения — от боевых действий бежали все, возвращались почти исключительно чеченцы. Даже грозненские ингуши не очень стремились вернуться и оседали в Ингушетии.
На 2002 год по Чечне проживало около 700 тыс. человек, по данным переписи населения 2002 г. — 1,085 млн. По другим данным там проживало от 600 до 900 тыс. человек, из которых было только 40 645 русских (Всероссийская перепись населения 2002 года), ещё 5559 русских проживало в Ингушетии. По мнению Сергея Максудова, обозревателя сайта демоскоп.ру, 40 тысяч составляли призванные на службу солдаты российской армии, которые, согласно инструкции, должны были проходить перепись по месту дислокации частей. Кроме того, в правдивости переписи в Чечне 2002 года есть серьёзные сомнения, поскольку для улучшения статистики переписывалось и уехавшее, но ранее «прописанное» население.
С другой стороны данные о количестве различных народностей в Чечне на 2002 г. вызывают сомнение, так как только численность военнослужащих федеральных сил в Чечне составляла около 80 тыс. человек, то есть только число русских в Чечне было занижено на 23 тыс. человек.
В апреле 2009 года «Независимая газета» писала, что русские беженцы боятся возвращаться в Чечню. В списке из 11 000 жителей Чечни, потерявших жильё и имущество в ходе войны и которым положены компенсация за утерянное имущество, «практически нет русских и представителей других национальностей, которых, по данным переписи населения 1989 года, в республике проживало более 360 тысяч». Газета привела слова Рамзана Кадырова, который ранее говорил, что за два последних года в республику вернулось лишь около 200 русскоязычных семей, член научного совета «Московского центра Карнеги» А. В. Малашенко в 2007 году скептически отзывался о возвращении русских в Чечню.